# لوسیا ریکر
لوسیا ریجکر (هلندی: Lucia Rijker؛ زادهٔ ۶ دسامبر ۱۹۶۷) هنرپیشه، بوکسور، شمشیرباز، و بازیگر سینما اهل هلند است.
از فیلم‌ها یا برنامه‌های تلویزیونی که وی در آن نقش داشته‌است می‌توان به دختر میلیون‌دلاری، پیشتازان فضا اشاره کرد.